# Klaus Tafelmeier
Klaus-Dieter (Klaus) Tafelmeier (Singen, 12 april 1958) is een voormalige Duitse atleet, die gespecialiseerd was in het speerwerpen. Hij geniet sinds 1986 met name bekendheid door zijn wereldrecord en zijn Europese titel. Hij werd meervoudig nationaal kampioen speerwerpen en nam in totaal tweemaal deel aan de Olympische Spelen, maar won hierbij geen medailles.

## Biografie

### Jeugd
In zijn jeugd ging hij naar het Friedrich-Wöhler Gymnasium in Singen. In 1977 liet hij internationaal van zich spreken door het Europees jeugdkampioenschap in het Russische Donetsk te winnen met een beste poging van 84,14 m.

### Senioren
In 1984 maakte hij zijn olympische debuut in Los Angeles. Hij werd echter bij de kwalificatieronde al uitgeschakeld. Twee jaar later werd hij in Stuttgart Europees kampioen door namens West-Duitsland met 84,76 m de Oost-Duitser Detlef Michel (zilver; 81,90) en de Rus Viktor Yevsyukov (brons; 81,80) te verslaan. Twee jaar later mist hij op de Olympische Spelen van Seoel met 80,14 m en een vierde plek op een haar na het podium.
In 1990 werd hij nog elfde op het Europees kampioenschap en een jaar later werd hij voor het eerst en de enige maal in zijn sportcarrière Duits kampioen.
Tafelmeier was in zijn actieve tijd aangesloten bij Sportverein Bayer 04 Leverkusen. Later was hij op deze vereniging werkzaam.

## Titels
- Europees kampioen speerwerpen - 1986
- Duits kampioen speerwerpen - 1991
- West-Duits kampioen speerwerpen - 1982, 1983, 1984, 1985, 1987
- Europees jeugdkampioen speerwerpen - 1977

## Persoonlijke records
| Onderdeel                  | Prestatie | Datum        | Plaats        |
| -------------------------- | --------- | ------------ | ------------- |
| speerwerpen (oude speer)   | 91,44 m   | 23 mei 1983  | Kevelear      |
| speerwerpen (nieuwe speer) | 86,64 m   | 12 juli 1987 | Gelsenkirchen |

## Palmares

### Speerwerpen
- 1977:  EK jeugd - 84,14 m
- 1982: 13e EK - 70,40 m
- 1983:  Europacup - 84,20 m
- 1983: 8e WK - 80,42 m
- 1986:  EK - 84,76 m
- 1987:  Europacup - 83,30 m
- 1988: 4e OS - 80,14 m
- 1990: 11e EK - 77,24 m